# Doleschallia anicetus
Doleschallia anicetus är en fjärilsart som beskrevs av Hans Fruhstorfer 1915. Doleschallia anicetus ingår i släktet Doleschallia och familjen praktfjärilar. Inga underarter finns listade i Catalogue of Life.